# 第一茨維克利夫齊

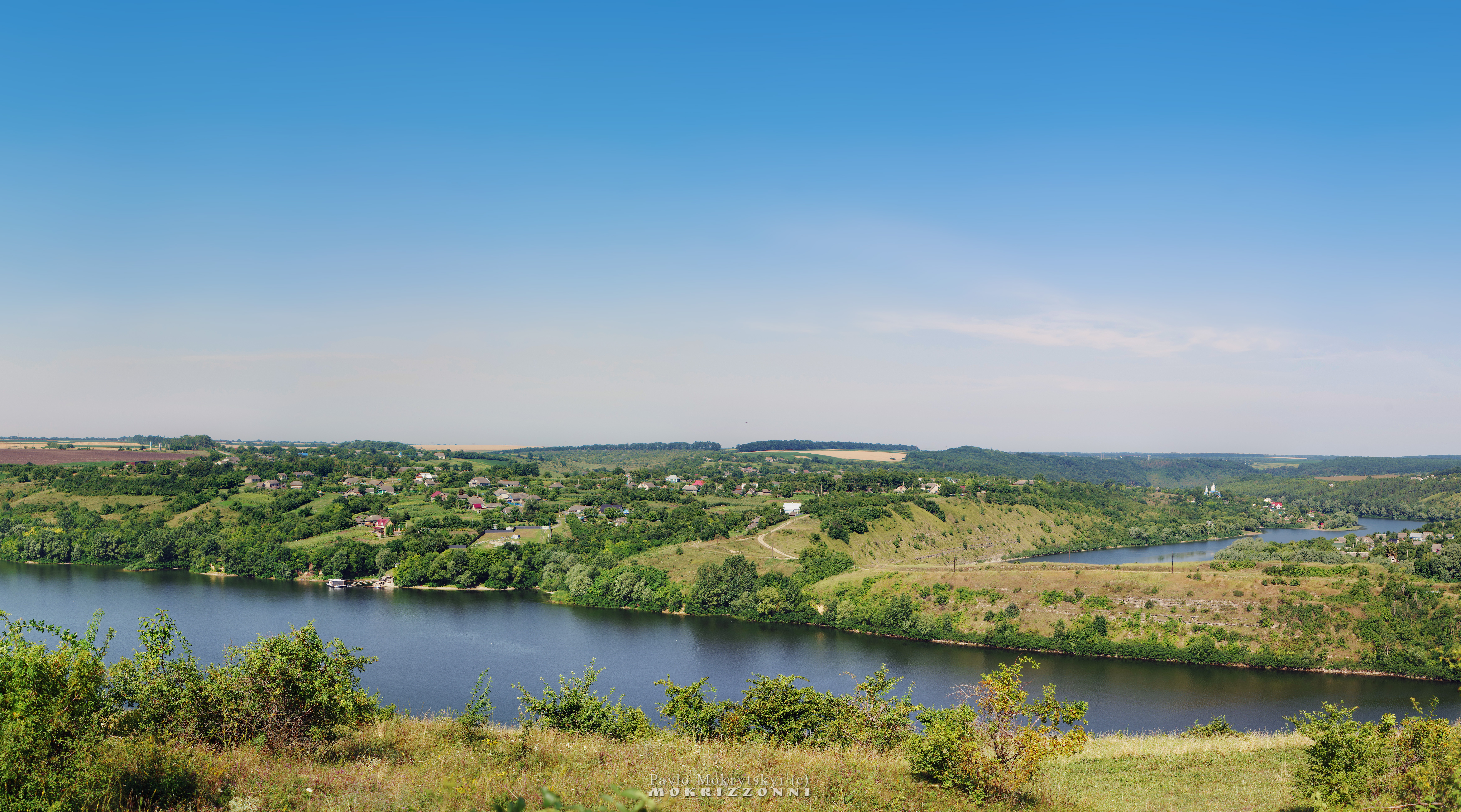
第一茨維克利夫齊

48°34′33″N 26°37′35″E / 48.57583°N 26.62639°E
第一茨維克利夫齊（烏克蘭語：Цвіклівці Перші），是烏克蘭西部赫梅利尼茨基州卡緬涅茨-波多利斯基區日瓦内茨市镇的村落，始建於1441年，面積1.63平方公里，2001年人口490。